# Raymond de Biolley (1866-1937)
Burggraaf Raymond François Marie de Biolley (Andrimont, 24 september 1866 - Verviers, 1 december 1937) was een Belgisch gemeenteraadslid, provincieraadslid en volksvertegenwoordiger.

## Biografie

### Familie
Burggraaf Raymond de Biolley was een telg uit de familie De Biolley. Hij was een kleinzoon van burggraaf Raymond de Biolley (1789-1846), industrieel, lid van de Provinciale Staten van Luik en senator, die in 1843 in de adelstand was opgenomen met de titel van burggraaf, erfelijk voor al zijn mannelijke nazaten. Hij was een van de tien kinderen van burggraaf Emmanuel de Biolley, industrieel, provincieraadslid van Luik, gemeenteraadslid van Verviers en senator, en Marie-Clotilde de Moffarts.
Hij trouwde in 1903 in Antwerpen met Marie-Josèphe de Ramaix (1879-1952), dochter van jhr. Maurice de Ramaix, volksvertegenwoordiger, senator, industrieel en diplomaat. Ze kregen een zoon en twee dochters. Hun zoon, burggraaf Maurice de Biolley (1904-1943), trouwde in 1928 in Sint-Gillis met barones Marie-Louise de Loën d'Enschedé (1905-1995). Ze kregen twee zoons en een dochter, met afstammelingen tot heden.

### Loopbaan
De Biolley was gemeenteraadslid (1896-1908) en voorzitter van de Commissie voor Openbare Onderstand van Verviers. Hij was ook provincieraadslid van Luik.
In 1902 werd hij verkozen tot liberaal volksvertegenwoordiger voor het arrondissement Verviers en vervulde dit mandaat tot in 1924.